# Íñigo López de Mendoza y Mendoza, III marqués de Mondéjar

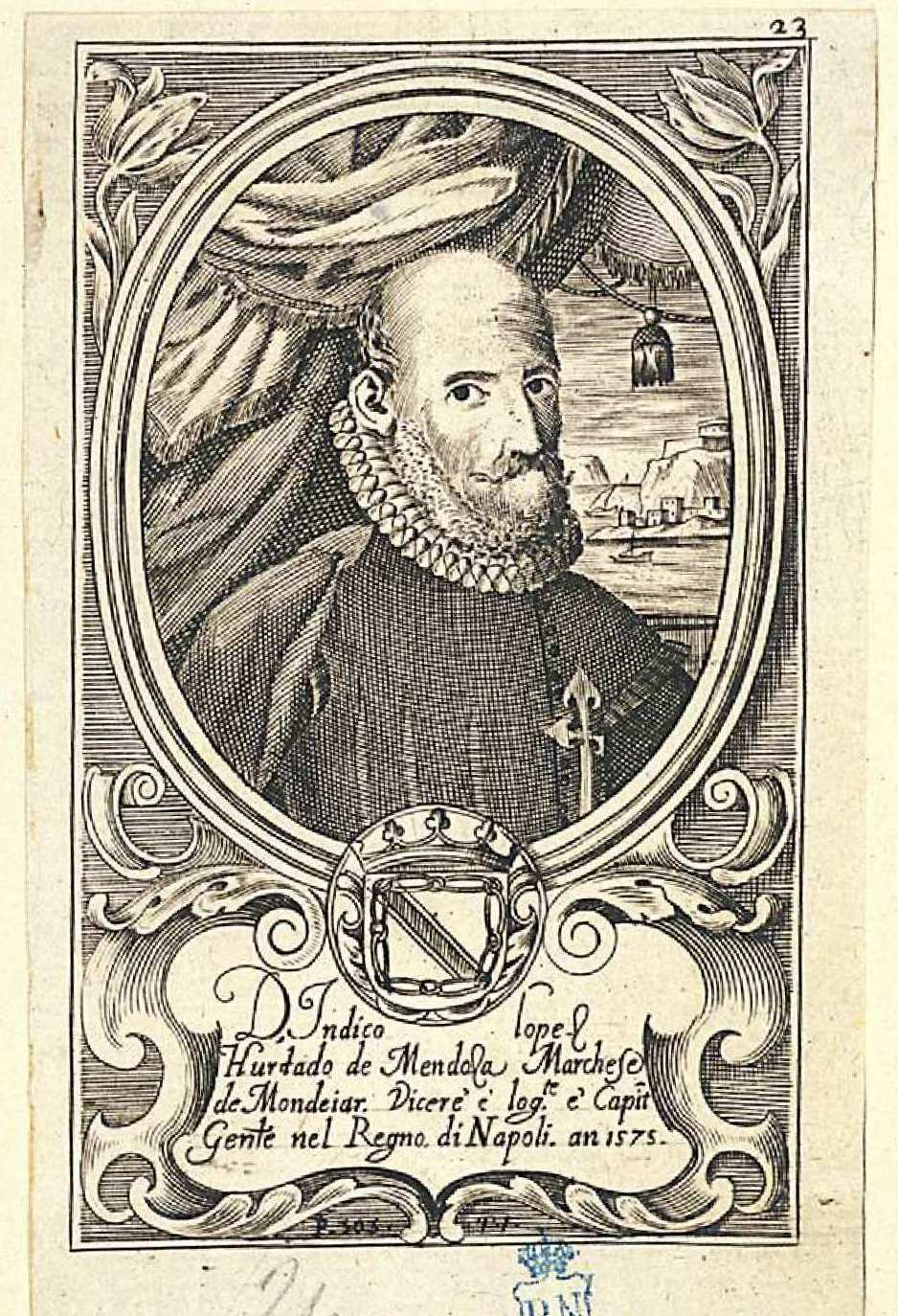
Íñigo López Hurtado de Mendoza. Grabado calcográfico anónimo recogido en Teatro eroico, e politico de'governi de'Vicere del Regno de Napoli, de Domenico Antonio Parrino, Nápoles, 1692-1695. Biblioteca Nacional de España

Íñigo López de Mendoza y Mendoza (1512-Mondéjar, 21 de abril de 1580), IV conde de Tendilla y III marqués de Mondéjar, fue un noble, militar, diplomático y hombre de estado español al servicio de Felipe II.

## Biografía
Heredó de su padre Luis Hurtado de Mendoza y Pacheco el título de marqués de Mondéjar y conde de Tendilla y, a su muerte, le sucedió también como capitán general de Granada; su madre fue Catalina de Mendoza, hija de los condes de Monteagudo. 
Casó con María de Mendoza, hija del IV duque del Infantado Íñigo López de Mendoza y Pimentel.
En 1555 fue nombrado capitán general de mar y tierra en el socorro de Orán y Bugía. En 1560 desempeñó la embajada en Roma ante Pío IV. Como Capitán General de Granada dirigió, junto con Luis Fajardo, II marqués de los Vélez, las tropas que participaron en las primeras etapas de la rebelión de las Alpujarras de 1568, antes de la llegada de Juan de Austria en 1570 y, tras el final de la sublevación, en 1572 fue nombrado virrey de Valencia y en 1575 de Nápoles.

## Matrimonio y descendencia
De su matrimonio con María de Mendoza, hija del IV duque del Infantado Íñigo López de Mendoza y Pimentel, tuvo 9 vástagos, entre los cuales:
- Luis Hurtado de Mendoza (1543–1604), sucesor de su padre.
- Íñigo López de Mendoza y Mendoza (1546-1601), caballero de la orden de Santiago, catedrático de cánones y embajador en París y Venecia. En 1600-1601, ya viudo, ingresó en la Compañía de Jesús.
- Bernardino (-1580), eclesiástico que llegaría a ser capiscol  y  canónigo de la catedral de Toledo, abad de Capúa  y de San Pedro de Arena.
- Francisco López de Mendoza y Mendoza, (1547-1623), marqués consorte de Guadalest y almirante de Aragón.
- Enrique (1555-1590), caballero de la orden de Santiago y fallecido siendo estudiante en la universidad de Salamanca.
- Juan Hurtado de Mendoza (1555–1624), gemelo del anterior, casado con Ana de Mendoza y Enríquez de Cabrera, VI duquesa del Infantado.
- Elvira de Mendoza (1565), casada con Pedro de Toledo Osorio, V marqués de Villafranca del Bierzo.[6]
- Pedro González de Mendoza (1555-1616), caballero de la Orden de Malta y prior de Hibernia en la misma, militar.[7]
- Catalina de Mendoza, casada con Alonso de Cárdenas, conde de Puebla de Llerena.

Fuera del matrimonio tuvo una hija, Catalina (1542-1602) única mujer profesa jesuita.
| Predecesor: Antonio Alfonso Pimentel de Herrera | Virrey de Valencia 1572 - 1575                      | Sucesor: Vespasiano Gonzaga Colonna |
| Predecesor: Antonio Perrenot de Granvela        | Virrey de Nápoles julio de 1575 - noviembre de 1579 | Sucesor: Juan de Zúñiga y Requeséns |